# Monte Tambura - Monte Sella
Monte Tambura - Monte Sella este o arie protejată (arie specială de conservare — SAC, sit de importanță comunitară — SCI) din Italia întinsă pe o suprafață de 2.013 ha, integral pe uscat.

## Localizare
Centrul sitului Monte Tambura - Monte Sella este situat la coordonatele 44°05′54″N 10°13′34″E / 44.098333°N 10.226111°E.

## Înființare
Situl Monte Tambura - Monte Sella a fost declarat sit de importanță comunitară în iunie 1995 pentru a proteja 2 specii de plante și 14 specii de animale. Situl a fost protejat și ca arie specială de conservare în mai 2016.

## Biodiversitate
Situată în ecoregiunea mediteraneană, aria protejată conține 19 habitate naturale: Lespezi calcaroase, Păduri de fag din Apenini cu Taxus și Ilex, Roci stâncoase cu vegetație pionieră de Sedo-Scleranthion sau Sedo albi-Veronicion dillenii, Formațiuni de Juniperus communis pe lande sau pajiști calcaroase, Pajiști carstice calcaroase sau bazofile, de Alysso-Sedion albi, Pajiști alpine și subalpine calcaroase, Păduri de fag Asperulo-Fagetum, Grohotișuri calcaroase și de șisturi calcaroase de la nivelul montan până la nivelul alpin (Thlaspietea rotundifolii), Pajiști uscate seminaturale și facies de acoperire cu tufișuri pe substraturi calcaroase (Festuco-Brometalia) (* situri importante pentru orhidee), Păduri de fag din Europa Centrală dezvoltate pe sol calcaros cu Cephalanthero-Fagion, Păduri de Castanea sativa, Pajiști uscate europene, Pante stâncoase silicioase cu vegetație casmofită, Pante stâncoase calcaroase cu vegetație casmofită, Păduri de fag Luzulo-Fagetum, Grohotișuri termofile și vest-mediteraneene, Peșteri inaccesibile publicului, Matorral arborescenți cu Juniperus spp., Liziere de ierburi înalte hidrofile de câmpie și de nivel montan până la alpin.
La baza desemnării sitului se află mai multe specii protejate:
- plante (2): Aquilegia bertolonii, Athamanta cortiana
- păsări (8): acvilă de munte (Aquila chrysaetos), șoim călător (Falco peregrinus), vânturel roșu (Falco tinnunculus), sfrâncioc roșiatic (Lanius collurio), mierlă de piatră (Monticola saxatilis), pietrar sur (Oenanthe oenanthe), stăncuță alpină (Pyrrhocorax graculus), Pyrrhocorax pyrrhocorax
- amfibieni (3): Bombina pachypus, Salamandrina terdigitata, Speleomantes ambrosii
- mamifere (2): lupul (Canis lupus), liliacul mare cu potcoavă (Rhinolophus ferrumequinum)
- nevertebrate (1): Euplagia quadripunctaria

Pe lângă speciile protejate, pe teritoriul sitului au mai fost identificate 59 de specii de plante, 2 specii de amfibieni, 2 specii de mamifere, 31 de specii de nevertebrate, 3 specii de reptile.